# Port of Liverpool Building
Port of Liverpool Building (někdy nazývaná Dock Office, dříve též Mersey Docks and Harbour Board Offices) je novobarokní administrativní budova v Liverpoolu v Anglii postavená dle návrhu Arnolda Thornleyho. Nachází se v centru města na nábřeží řeky Mersey v místě zvaném Pier Head. Společně s budovami Royal Liver Building a Cunnard Building tvoří tzv. liverpoolské Tři Grácie a řadí se mezi památky seznamu světového dědictví UNESCO.
Postavena byla v letech 1904 až 1907 v novobarokním stylu typickým pro Eduardovské období. Nosnou konstrukci budovy tvoří železobetonový skelet, zatímco fasáda je provedena z Portlandského kamene, což je speciální druh vápence, hojně využívaný jako stavební materiál na Britských ostrovech.

## Historie

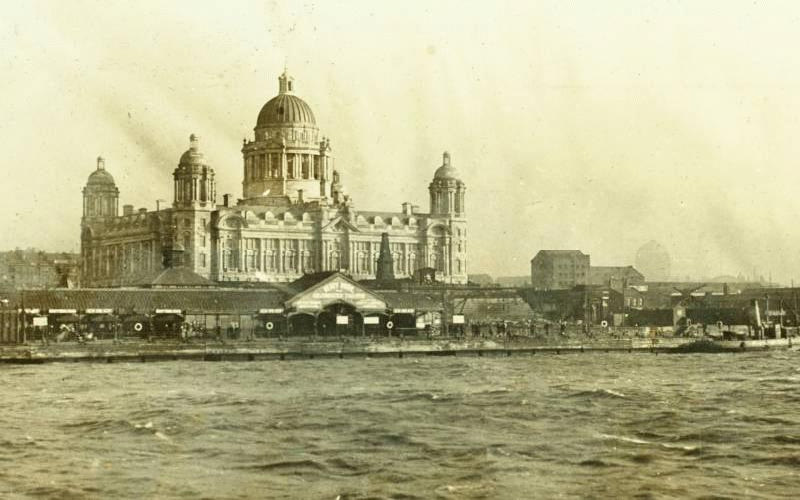
Pohled od řeky Mersey. Snímek z období před rokem 1914, vlevo je vidět nezastavěný prostor, kde byla později postavena Cunard Building.

V roce 1898 se společnost Mersey Docks and Harbour Company (MDBH) rozhodla uzavřít dok, který se nacházel v místech dnešního Pier Headu. Většinu pozemku, který vznikl vyplněním původního doku, prodala v roce 1900 městské správě a ponechala si pouze jeho menší část na jižním okraji. Zde její zástupci zamýšleli postavit administrativní budovu, ve které by sídlilo vedení firmy.
V roce 1900 byl založen výbor, který měl za úkol přípravu a plánování nového sídla společnosti. Následovalo vyhlášení soutěže, do které byla pozvána většina místních architektů. Komise přizvala k účasti na rozhodování renomovaného architekta a liverpoolského rodáka Alfreda Waterhouse, autora ceněných staveb jako je radnice v Manchesteru či budova Přírodopisného muzea v Londýně. Tři nejlépe hodnocené návrhy byly oceněny finančními odměnami ve výši 300, 200 a 100 liber. Ze sedmi podaných návrhů komise vyhodnotila jako nejzdařilejší dílo architektů Arnolda Thornleyho a F. B. Hobse ve spolupráci s ateliérem Briggs and Wolstenholme. Z důvodu posunu hranic pozemku musel být projekt dodatečně upravován, nejzásadnější změna se týkala kopule, o jejímž definitivním umístění padlo rozhodnutí v posledním možném okamžiku.
V roce 1903 vydala MDBH dokumentaci pro výběr zhotovitele, která vycházela ze schválené změny projektu. Do výběrového řízení se přihlásilo 30 stavebních firem, vítěznou nabídku podala společnost William Brown & Son of Manchester. Práce započaly v roce 1904, prvních devět měsíců probíhalo budování základové konstrukce. Vzhledem nedostatečné únosnosti svrchních vrstev podloží se hloubka založení pohybovala v rozmezí 9 až 12 metrů. Nosnou konstrukci tvoří železobetonový skelet, na fasádu a obklady byl použit vápenec z ostrova Portland. Tato kombinace materiálů zaručuje značnou požární odolnost budovy. Stavba byla dokončena v roce 1907. Náklady na budovu dosáhly výše 250 000 liber, pokud však započítáme i prostředky na nábytek a vnitřní vybavení, tak se dokonce vyšplhaly na téměř 350 000 liber. Zaměstnanci z ředitelství společnosti se do nově dokončeného objektu nastěhovali 15. července 1907, zatímco personál z ostatních úseků, do té doby působící v různých jiných prostorách ve městě, se přestěhoval později v průběhu roku.
V době druhé světové války se Liverpool stal terčem náletů německé Luftwaffe a při jednom z nich v květnu 1941 vybuchla bomba v suterénu na východní straně budovy. Poškození východního křídla bylo viditelné, avšak statika objektu výraznější újmu neutrpěla, takže po krátkých opravách mohla být většina prostor opět používána ke svému účelu. Teprve po skončení války proběhla celková rekonstrukce za vynaložení značných finančních prostředků, které dokonce přesáhly výši pořizovacích nákladů.
Budova sloužila jako hlavní sídlo společnosti MDBH (od roku 1972 pod názvem Mersey Docks and Harbour Company) po dobu 87 let. V roce 1994 se firma přestěhovala do prostor v severní části města, kde se nachází nově vybudovaný systém doků. Budova nicméně zůstala ve vlastnictví společnosti, a to až do roku 2001; poté ji prodala liverpoolské developerské skupině Downing.
V roce 2005 schválila městská rada další nezbytnou rekonstrukci, která zahrnovala velké množství prací jak v interiéru, tak i v exteriéru budovy. Práce probíhaly v letech 2006 až 2009. Plány rekonstrukce počítaly i se zpřístupněním budovy pro veřejnost, včetně vybudování vyhlídkové terasy a pasáže s obchody, kavárnami a restauracemi. Na místě střešních nástaveb, které byly poškozeny během války a následně odstraněny, vzniklo 18 luxusních bytů. První etapa prací, která zahrnovala opravu vápencové fasády na hlavním průčelí budovy, skončila na začátku roku 2008, práce v interiéru trvaly ještě o rok déle. Celkové náklady na rekonstrukci přesáhly částku 10 milionů liber.

## Architektura
Port of Liverpool Building je jednou ze Tří Gracií, tedy honosných budov, které lemují prostor Pier Headu a jejichž velkolepost měla demonstrovat význam Liverpoolu pro rozvoj celého Britského impéria. Avšak vzhled budovy, tak jak je známý dnes, se poněkud liší od původního návrhu. Prvotní plán počítal s hlavním vchodem umístěným v jihozápadním rohu, ale protože došlo ke změně hranic pozemku, musel být přesunut a budova tak získala svůj dnešní symetrický vzhled. V původním návrhu také nefigurovala kopule, která v současnosti tvoří hlavní dominantu stavby. Inspirováni později pozměněným architektonickým návrhem Liverpoolské katedrály, přidali tvůrci zmíněnou kopuli, aby budově dodali impozantní vzhled. Toto rozhodnutí se neobešlo bez jisté kontroverze, když se ozývaly hlasy, že zástupci vedení přístavu by neměli rozhodovat o “zkrášlování města”. Navzdory těmto odmítavým názorům se však kopule stala nedílnou součástí stavby a její hlavní dominantou.

### Exteriér

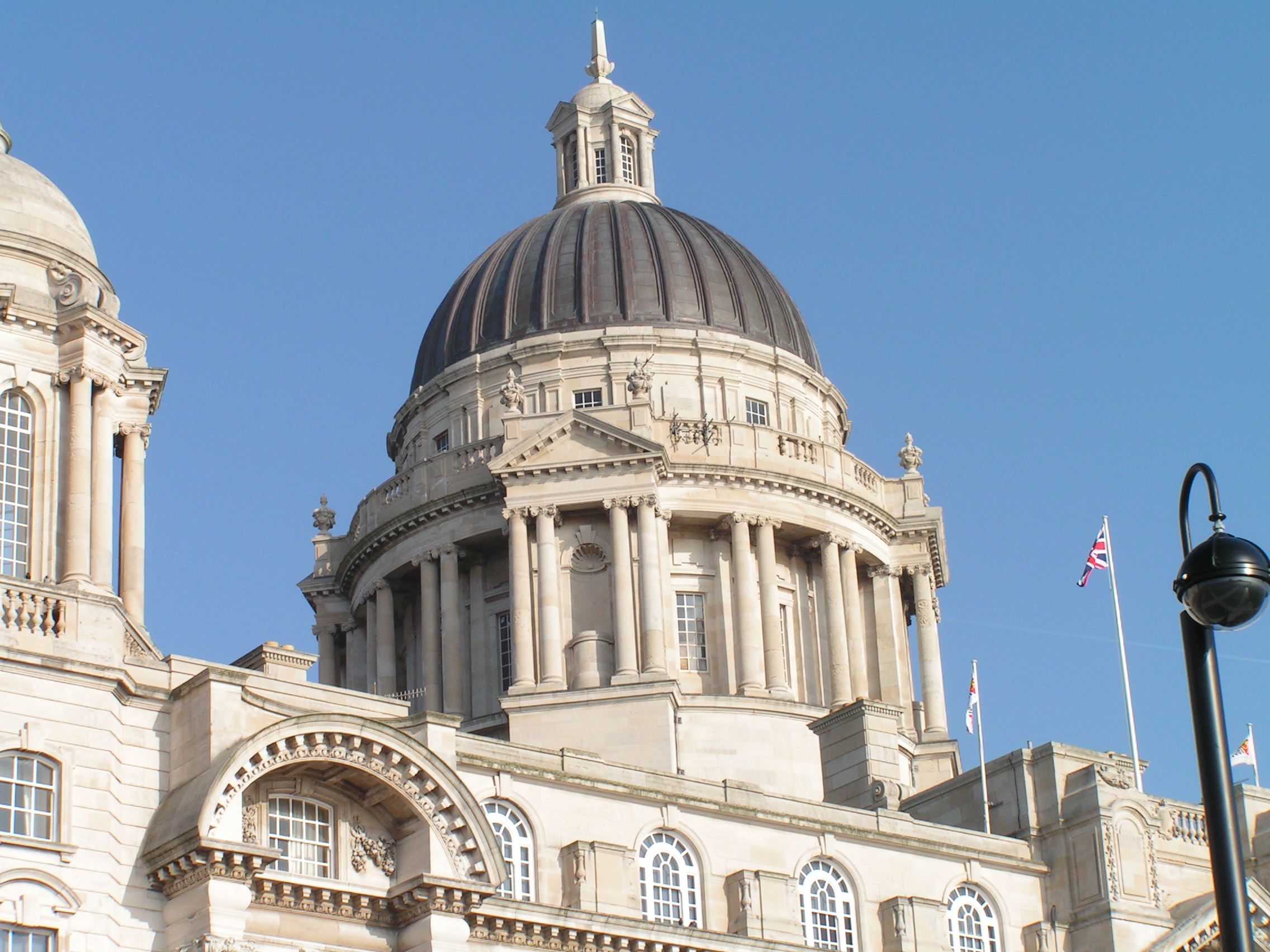
Monumentální kopule tvoří hlavní dominantu budovy, přestože nebyla součástí původního návrhu.

Přestože byla budova navržena ve stylu eduardovského baroka, tak je její podoba spíše přirovnávána k renesančním palácům. Její půdorysné rozměry jsou přibližně 80×66 metrů; s výškou 67 metrů je čtrnáctou nejvyšší budovou ve městě. Hlavního pětipodlažní blok budovy (tedy bez kopule) je vysoký 24 metrů. Hlavní vchod se nachází v samém středu západního průčelí směrem k nábřeží řeky Mersey. Obklopují ho dvě třímetrové kamenné sochy žen, z nichž jedna má symbolizovat obchod a druhá průmysl. Rohy budovy jsou zkosené a nad každým z nich je šestiboká věžová nástavba zastřešená kopulí. Mohutná hlavní kopule je hlavním důvodem, že budova bývá často přirovnávána k mnoha obdobným stavbám ve Spojeném království i ve světě: například k radnici v Belfastu, Kapitolu ve Washingtonu, Svatopetrskému dómu ve Vatikánu a katedrále svatého Pavla v Londýně.
Nosná konstrukce je tvořena železobetonovými rámy, což zajišťuje mechanickou a požární odolnost budovy. Protože na pozemku býval v minulosti dok a podloží bylo nestabilní, bylo nutno provést základovou konstrukci v poměrně značné hloubce. Vzhledem k blízkosti řeky Mersey byla vysoká pozornost věnována provádění asfaltové hydroizolace podzemních prostor.

### Interiér
V samém středu budovy je rozsáhlý sál ve tvaru osmiúhelníku, rozprostírající se přes všechna podlaží a zastřešený mohutnou kopulí. V každé z osmi stěn sálu je prostup zaklenutý lomeným obloukem a umožňující vstup do ostatních částí budovy. Podlahu tvoří mozaika znázorňující světové strany na kompasu. Přístup ze sálu ke kancelářským prostorám je dlouhými chodbami, které jsou zdobeny kalkatským mramorem. Velká část z celkových nákladů (přibližně 25 %) byla použita na výzdobu a různé doplňky. Tomu odpovídají použité materiály; na dřevěné konstrukce je použit španělský mahagon nebo dub z Gdaňsku, kování je z bronzu a stěny jsou obloženy bílým mramorem. Nepřehlédnutelnou konstrukcí v interiéru je mohutné žulové hlavní schodiště, osvětlené řadou vitráží s vyobrazením motivů souvisejících s tematikou námořnictví; například Poseidon, kotvy, lodní zvony a mušle.